# Aleksandr Petrovič Izvol'skij
Aleksandr Petrovič Izvol'skij (in russo Александр Петрович Извольский?; Mosca, 18 marzo 1856 – Parigi, 16 agosto 1919) è stato un politico e diplomatico russo, Ministro degli esteri dell'Impero russo dal 1906 al 1910.
Fece parte della sezione Ottobrista del Partito Liberale russo. Fu l'artefice per il suo Paese dell'Accordo con la Gran Bretagna del 1907 che determinò la nascita della Triplice intesa.

## Le origini e la gioventù
Nobile di provincia, Izvol'skij, apparteneva ad una famiglia il cui fondatore, originario della Polonia, nel 1462 offrì i suoi servigi e le sue truppe a Ivan il Grande. Per ricompensa ottenne delle terre che dopo quattro secoli Aleksandr Petrovič possedeva ancora in parte (ma che poi gli furono confiscate dalla Rivoluzione).
Dopo un'infanzia in cui ebbe precettori e insegnanti inglesi, francesi e tedeschi, cresciuto nel culto del poeta Puškin, Izvol'skij alla fine dell'adolescenza entrò nel Liceo imperiale di Carskoe Selo presso San Pietroburgo. Quegli anni, ricorda nelle memorie, coincisero con il risveglio della teoria slavofila e con i prodromi della Guerra turco-russa (1877-1878).

## Diplomatico
Terminati gli studi con successo, iniziò una lunga e movimentata carriera diplomatica che lo portò ad avere incarichi in Turchia, Bulgaria, Romania, Stati Uniti, Italia, Serbia, Giappone e Danimarca. Fra tutte le sedi considerò la più proficua e interessante quella di Roma, dove fu ambasciatore presso la Santa Sede dal 1888 al 1898 col compito di riannodare le relazioni diplomatiche fra questa e la Russia.
Contrario ad una politica forte contro il Giappone, nel 1903 fu trasferito da Tokyo a Copenaghen, sede un tempo molto prestigiosa, avendo il precedente Zar Alessandro III sposato Dagmar di Danimarca.

In questo periodo, in occasione di una visita del re d'Inghilterra Edoardo VII, Izvol'skij ebbe modo di gettare le basi per l'accordo concluso poi nel 1907 fra Russia e Gran Bretagna.
Dopo la Rivoluzione del 1905, tornò per un breve periodo a San Pietroburgo ed ebbe diversi contatti con esponenti politici e con lo Zar Nicola II. A seguito dei moti rivoluzionari, Nicola II pubblicò il Manifesto di Ottobre con cui concedeva una Costituzione e proclamava i diritti civili per tutti i cittadini. Si costituì, quindi, la fazione Liberale degli Ottobristi, che si ispirava a quel documento, e in cui entrò a far parte anche Izvol'skij divenendone il candidato all'incarico di Ministro degli Esteri.
Il 10 maggio 1906 nacque la prima Duma di Stato, corrispondente alla Camera Bassa dei Paesi occidentali. Avevano vinto le elezioni i Liberali costituzionalisti, i Cadetti, ma il Primo Ministro incaricato, il conservatore Ivan Logginovič Goremykin, chiamò agli Affari Esteri Izvol'skij, che accettò solo dopo le insistenze dello Zar. Il neoministro sostituiva Vladimir Nikolaevič Lamsdorf che si era dimesso per motivi di salute.

## Ministro degli Esteri (1906-1910)
Al momento dell'incarico, Izvol'skij era determinato a continuare la politica di amicizia con la Francia (con cui la Russia era alleata) fortificata da accordi con la Gran Bretagna e il Giappone. Con quest'ultima potenza, con la quale la Russia aveva combattuto una guerra catastrofica dal 1904 al 1905, Izvol'skij riuscì a concludere un'intesa per l'integrità della Cina. L'accordo venne stipulato nel 1907 sotto la guida del Primo Ministro Pëtr Arkad'evič Stolypin con cui Izvol'skij collaborerà fino alla fine del suo mandato.

### L'accordo con la Gran Bretagna del 1907
Ma il successo più rimarchevole che ottenne Izvol'skij fu senza dubbio l'accordo, concluso nello stesso 1907, con la Gran Bretagna per la spartizione delle sfere d'influenza coloniale in Asia. Tale accordo, completando la serie di trattati fra Francia, Gran Bretagna e Russia (seguì a quelli dell'Alleanza franco-russa e dell'Entente cordiale) determinò, di fatto, la nascita della Triplice intesa.

### La crisi bosniaca del 1908-1909
L'episodio centrale della vita politica di Izvol'skij fu però uno smacco.

Il Trattato di Berlino (1878) aveva concesso all'Austria l'occupazione e l'amministrazione della Bosnia ed Erzegovina.

Nel 1908 Izvol'skij decise di inviare un comunicato al Ministro degli esteri austriaco Alois Lexa von Aehrenthal. Il documento prometteva il nulla osta della Russia all'annessione completa della Bosnia ed Erzegovina se l'Austria si fosse interessata all'annosa questione degli Stretti del Mar Nero che, in mano alla Turchia, imbottigliavano la flotta russa in Crimea.

Forte del documento scritto di Izvol'skij, Aehrenthal permise nell'ottobre del 1908  all'Imperatore Francesco Giuseppe di proclamare l'annessione della Bosnia. Ovviamente la contropartita austriaca fu del tutto inconsistente.

L'ingenuità di Izvol'skij fu notevole e il prestigio della Russia, potenza protettrice della Serbia che aspirava all'unione con la Bosnia, subì un colpo gravissimo.

### L'accordo di Racconigi con l'Italia
Per Nicola II, la stampa e l'opinione pubblica russa, Izvol'skij era un uomo finito. Tuttavia sopravvisse alla crisi e conservò ancora per un anno e mezzo l'incarico.

La sua posizione aveva bisogno di consolidarsi presso il sovrano con qualche successo. L'occasione di coglierlo gli fu offerta dalla visita che lo Zar Nicola II fece ai sovrani del Regno d’Italia, Vittorio Emanuele III e Elena di Montenegro, nel 1909.

Appena giunto a Racconigi, Izvol'skij che ormai aveva un sentimento di rancore verso l'Austria, consegnò al Ministro degli Esteri italiano Tommaso Tittoni una proposta di accordo perché l'esaminasse.

L'accordo, segretissimo, che stabiliva l'impegno delle due nazioni a contrastare l'espansionismo di Vienna nei Balcani, fu concluso il 24 ottobre 1909.

## A Parigi (1910-1919)
Inevitabilmente, nonostante Racconigi, Izvol'skij fu costretto a dare le dimissioni. Nel 1910 fu sostituito dal cognato del Primo Ministro Stolypin, Sergej Dmitrievič Sazonov.

Partì per Parigi dove ricoprì l'incarico di ambasciatore, contribuendo attivamente agli accordi diplomatico-militari che ressero la Triplice intesa.

Morì nella capitale francese il 16 agosto 1919.